# Leucodon canariensis
Leucodon canariensis là một loài Rêu trong họ Leucodontaceae. Loài này được (Brid.) Schwägr. mô tả khoa học đầu tiên năm 1816.